# Frankerkrönikan

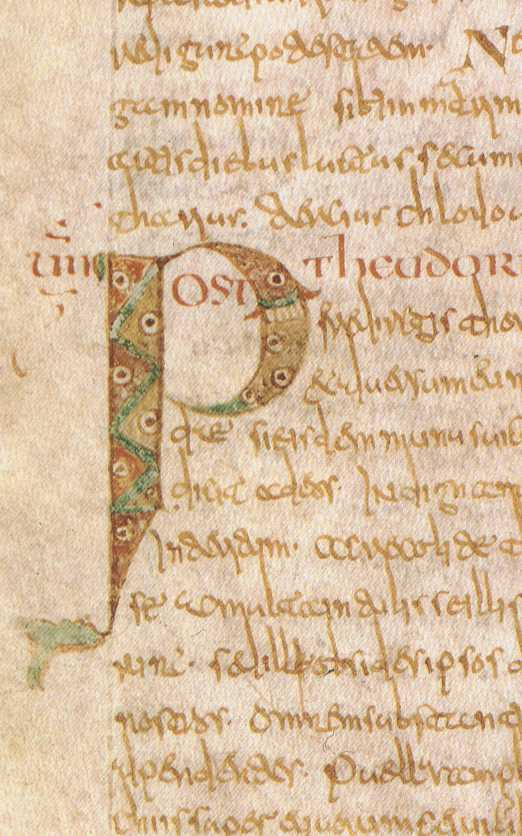
Del av Historia Francorum från Frankrikes Nationalbibliotek

Frankerkrönikan, Historia Francorum eller Decem Libri Historiarum skrevs av historikern och biskopen Gregorius av Tours (538-594?). Frankerkrönikan, skriven på latin, är en subjektiv krönika och sannolikt ett beställningsarbete från den frankiska kungadynasti, Merovingerna, som grundlade Frankerriket.
Historieverket är indelat i tio böcker (kapitel), och inleds tidstypiskt med en härledning till Bibelns Adam och Eva. Därefter följer en återberättelse av judarnas historia, som en förklaring till frankernas ursprung. Huvudsakligen behandlar verket merovingerna som regenter, och deras politiska samtid. Verket ger även viss inblick i dåtidens kristlighet och seder.